# Booneville (Kentucky)
Booneville ist eine Stadt im Owsley County, Kentucky, USA. Beim Zensus 2020 hatte sie 168 Einwohner. Sie ist der Verwaltungssitz des Owsley County. Sie liegt an der Kreuzung der Kentucky Route 11 und der Kentucky Route 30 am South Fork des Kentucky River.

## Geschichte
Die Stadt hieß ursprünglich Moore’s Station nach ihrem Hauptgrundbesitzer. Sie wurde in Boone’s Station und dann in Booneville umbenannt, zu Ehren des amerikanischen Pioniers Daniel Boone. Die Stadt, die damals kaum mehr als ein provisorisches Gerichtsgebäude aus Holz war, wurde zum Verwaltungssitz, als am 20. Mai 1844 Owsley County gegründet wurde. Daher war die Siedlung um diese Zeit auch manchmal als Owsley Court House bekannt. Sie wurde am 1. März 1847 von der Staatsversammlung offiziell als Stadt eingetragen. Während des Sezessionskriegs war Booneville ein Knotenpunkt für verschiedene Regimenter der Union und der Konföderierten und wurde von Guerillas der Konföderierten bedroht, entging jedoch der Zerstörung, die einige andere Verwaltungssitze Kentuckys während des Krieges ereilte.
Das Moyers Building in Boonesville wurde 1982 in das National Register of Historic Places aufgenommen.

## Persönlichkeiten
- Bayless Rose (1890–1986), Sänger und Gitarrist